# 胡之駿
胡之駿，字伯襄，江南山陽縣（今江蘇淮安）人。清初政治人物。

## 生平
胡之駿於順治三年（1646年）中式丙戌科三甲進士。選弘文院庶吉士，散館改吏科給事中。